# Cristóbal Henríquez Villagra
Cristóbal Guillermo Henríquez Villagra est un joueur d'échecs chilien né le 7 août 1996 à La Florida et grand maître international depuis 2017.
Au 1er avril 2019, il est le premier joueur chilien avec un classement Elo de 2 543 points.

## Biographie et carrière
Cristóbal Henríquez finit troisième du championnat du monde des moins de 18 ans.
Il a remporté le championnat chilien en 2015 (après un départage rapide). 2017, 2018 et 2019 (avec 10 points sur 11).
Lors du tournoi zonal, il remporta le départage pour la seconde place qualificative pour la Coupe du monde d'échecs. Lors du premier tour de la Coupe du monde d'échecs 2015, il causa la sensation en éliminant Boris Guelfand pendant les départages rapides avant de perdre au deuxième tour face à Julio Granda.
Il a été sélectionné dans l'équipe du Chili lors des olympiades d'échecs de 2014 (au troisième échiquier) et en 2016, puis au deuxième échiquier en 2018.
En décembre 2019, il finit 1er-2e du tournoi fermé Szmetan Giardelli à Buenos Aires avec 7,5 points sur 11.
| Année | Lieu            | Résultat      | Ultime adversaire  | Adversaires battus |
| ----- | --------------- | ------------- | ------------------ | ------------------ |
| 2015  | Bakou           | deuxième tour | Julio Granda       | Boris Guelfand     |
| 2019  | Khanty-Mansiïsk | premier tour  | Jan-Krzysztof Duda |                    |
| 2021  | Sotchi          | deuxième tour | Anton Korobov      | Goh Wei Ming       |
| 2023  | Bakou           | deuxième tour | Vassili Ivantchouk | Daniel Cawdery     |